# Rodilla
Rodilla és una empresa de Madrid que des de la dècada del 1990 seguí el model de la franquícia. Els seus negocis consisteixen en venda de menjar ràpid, sent coneguda pels seus sandvitxos.
Pertany a l'associació d'empreses de restauració Marcas de Restauración. Opera baix les marques de Rodilla, Jamaica i Café de Indias.
Fou fundada el 24 de desembre de 1939 per Antonio Rodilla, originari d'una família de Salamanca dedicada a produir embotits, a partir de l'adquisició d'una pastisseria-xarcuteria localitzada a la Plaça de Callao, a Madrid. Ja que el pa escassejava pel racionament, Antonio Rodilla fabricà el seu propi de motlle (conegut en eixa època com a pa anglès) al que eliminava la crosta. Els sandvitxos eren una alternativa més cara al tradicional entrepà espanyol. La idea triomfà, amb el que Rodilla s'especialitzà solament en sandvitxos. En 1972 obrí dos locals més als carrers de Princesa i Orense.
En la dècada de 1970 introduí nous sabors, tenint el major èxit el ple d'ensalada, que suposa més d'un 15% de las vendes de la marca. A causa de la política de racionament dels primers anys del Franquisme va passar per problemes econòmics. En reacció, començà a vendre sandvitxos d'embotit, utilitzant les parts sobrants dels embotits que venia.
Després de tindre èxit i haver obert més establiments per Madrid decidí per la dècada de 1990 convertir-se en una franquícia. La inversió per a convertir-se en una franquícia fou de 350.000 euros. El 2005 tenia 70 establiments a l'Estat Espanyol (amb 5 al territori valencià). El juliol de 2012 va fer un ERE pactat amb sindicats per a 75 treballadors. El 2014 tenia 97 establiments oberts. El 2015 passà a ser propietat del grup empresarial Damm mitjançant un procés progressiu acordat amb la família Rodilla. Amb aquesta compra per part de Damm, l'empresa deixa de ser una empresa familiar. El 2016 tenia 120 establiments (dels quals 102 en Madrid) i superà els 100 milions d'euros de facturació. A partir d'eixe any es dedicà al enviament a domicili dels seus productes.